# بنيامينو عثمان البوليتكنيك (جامعة)
بنيامينو عثمان البوليتكنيك هي مؤسسة حكومية للتعليم العالي تقع في هاديا ، ولاية ييغاوا، نيجيريا . رئيس الجامعة الحالي هو سيلكيفولو عبدو. 

## التاريخ
تأسست جامعة بوليتكنيك بنيامينو عثمان النيجيرية في عام 1992. 

## الدورات
تقدم جامعة بوليتكنيك بنيامينو عثمان النيجيرية الدورات التالية ؛  
- تكنولوجيا المصايد
- تكنولوجيا الغابات
- تكنولوجيا البستنة
- تكنولوجيا الإنتاج
- هندسة الحاسوب
- الحياة البرية والسياحة البيئية
- تكنولوجيا الهندسة الكهربائية والإلكترونية
- إدارة الأعمال والإدارة
- علوم الكومبيوتر
- المنزل والاقتصاد الريفي
- التكنولوجيا الزراعية
- صحة الحيوان وتكنولوجيا الإنتاج
- الإحصائيات